# Éxodo rural

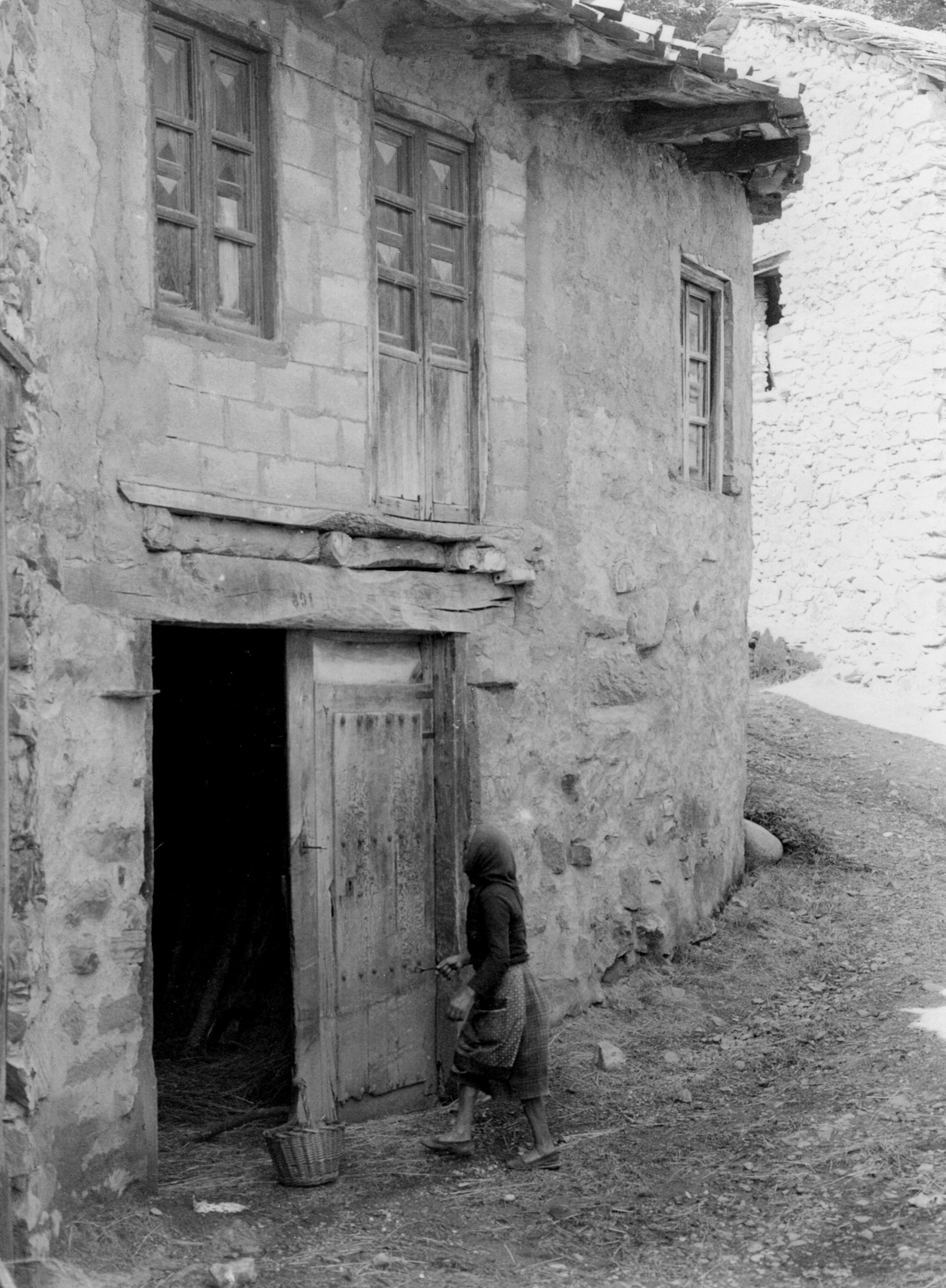
Vivienda rural abandonada en Valdería, España.

El éxodo rural (también conocida como migración del campo a la ciudad) es el patrón migratorio de personas de zonas rurales a zonas urbanas, descrito como una «disminución de la población del [campo], con el correlativo aumento de la que reside en los centros urbanos, en especial, en las grandes ciudades».
En las economías en vías de industrialización, como Gran Bretaña en el siglo XVIII o Asia Oriental en el siglo XX, puede producirse tras la industrialización de industrias primarias como la agricultura, la minería, la pesca y la silvicultura -cuando se necesita menos gente para llevar la misma cantidad de producción al mercado- y la consolidación de las industrias secundarias relacionadas (refinado y procesamiento). El éxodo rural también puede seguir a una catástrofe ecológica o provocada por el hombre, como una hambruna o el agotamiento de los recursos. Son ejemplos de factores de empuje.
La gente también puede trasladarse a la ciudad en busca de salarios más altos, acceso a la educación y otros servicios urbanos, ejemplos de factores de atracción.
Una vez que las poblaciones rurales caen por debajo de una masa crítica, la población es demasiado pequeña para mantener ciertos negocios, que entonces también se marchan o cierran, en un círculo vicioso. Los servicios a poblaciones más pequeñas y dispersas pueden ser proporcionalmente más caros, lo que puede llevar al cierre de oficinas y servicios, que perjudican aún más a la economía rural. Las escuelas son el ejemplo arquetípico porque influyen en las decisiones de los padres de niños pequeños: un pueblo o región sin escuela perderá normalmente familias que se irán a ciudades más grandes que sí la tengan. Pero el concepto (jerarquía urbana) puede aplicarse de forma más general a muchos servicios y se explica por la teoría del lugar central.
Las políticas gubernamentales para combatir la huida rural incluyen campañas para ampliar los servicios al campo, como la electrificación o la educación a distancia. Los gobiernos también pueden utilizar restricciones como los pasaportes internos para ilegalizar la huida rural. Las condiciones económicas que pueden contrarrestar la despoblación rural incluyen el auge de las materias primas, la expansión del turismo al aire libre y el cambio al trabajo a distancia, o exurbanización. Hasta cierto punto, los gobiernos suelen limitarse a gestionar la huida rural y canalizarla hacia determinadas ciudades, en lugar de detenerla directamente, ya que esto implicaría asumir la costosa tarea de construir aeropuertos, ferrocarriles, hospitales y universidades en lugares con pocos usuarios que los respalden, mientras se descuidan las zonas urbanas y suburbanas en crecimiento.

## Tendencias históricas

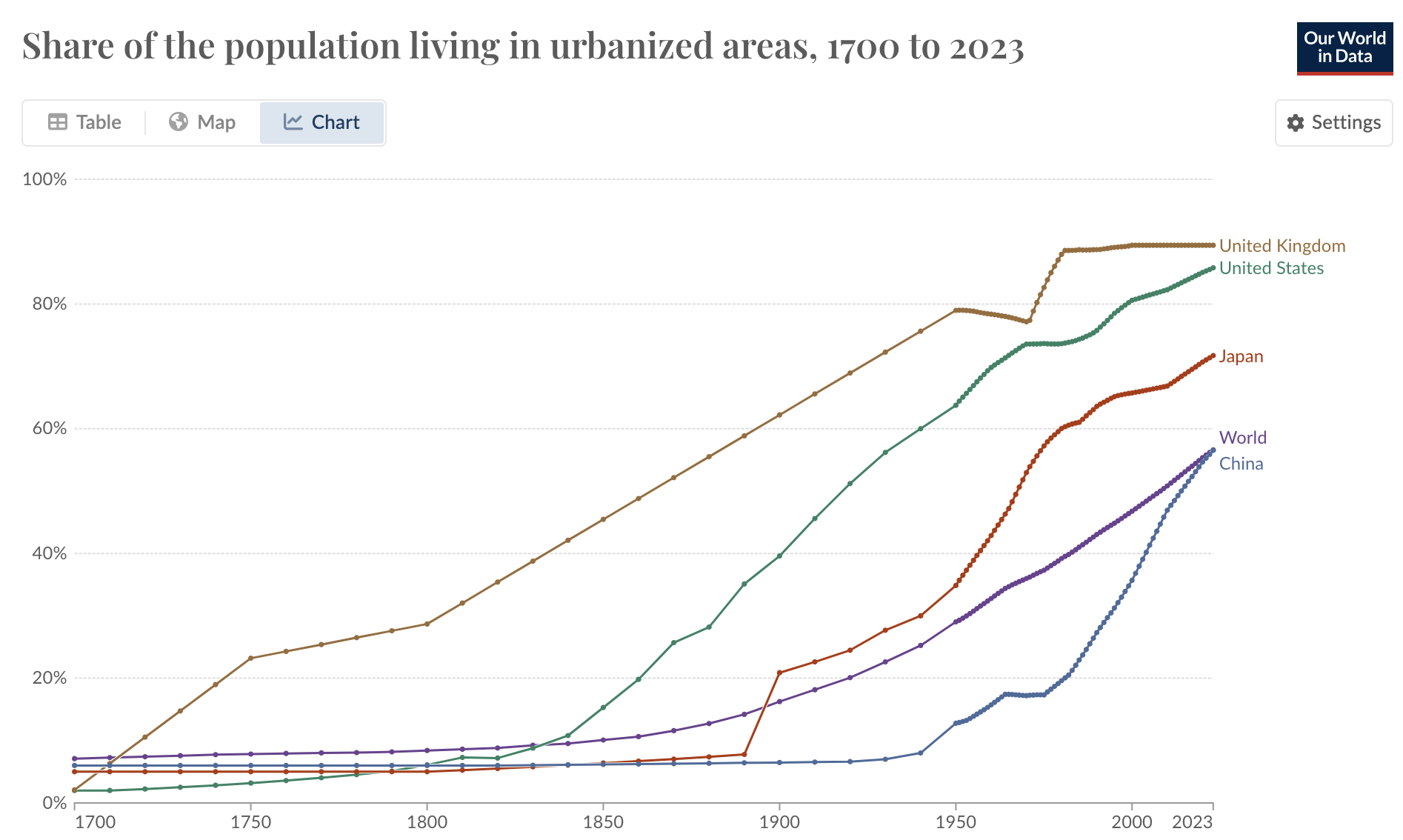
Gráfico que muestra el porcentaje de población que vive en ciudades entre 1750 y 2023.

Antes de la Revolución Industrial, la huida rural se producía en regiones mayoritariamente localizadas. Las sociedades preindustriales no experimentaron grandes flujos migratorios del campo a la ciudad debido principalmente a la incapacidad de las ciudades para mantener grandes poblaciones. La falta de grandes industrias de empleo, la elevada mortalidad urbana y la escasez de alimentos controlaban que las ciudades preindustriales fueran mucho más pequeñas que las modernas. Los estudiosos estiman que las antiguas Atenas y Roma tenían poblaciones máximas de 80 000 y 500 000 habitantes.
El inicio de la Revolución Industrial en Europa a finales del siglo XIX eliminó muchos de estos controles. A medida que aumentaba y se estabilizaba el suministro de alimentos y surgían los centros industrializados, las ciudades empezaron a mantener poblaciones más numerosas, lo que desencadenó el inicio de la huida rural a escala masiva. A esto contribuyeron a menudo las recesiones agrícolas periódicas. El Reino Unido pasó de tener un 20 % de la población viviendo en zonas urbanas en 1800 a más del 70 % en 1925. Mientras que a finales del siglo XIX y principios del XXel éxodo rural se concentró en Europa Occidental y Estados Unidos, a medida que la industrialización se extendió por todo el mundo durante el siglo XX, el éxodo rural y la urbanización le siguieron rápidamente. A principios del siglo XXI, la huida rural fue un fenómeno especialmente distintivo en China y el África subsahariana.

### Desde la Segunda Guerra Mundial
El éxodo rural posterior a la Segunda Guerra Mundial se ha debido principalmente a la expansión de la agricultura industrializada. Las pequeñas explotaciones familiares, que requieren mucha mano de obra, se han convertido o han sido sustituidas por explotaciones industriales fuertemente mecanizadas y especializadas. Mientras que una pequeña explotación familiar suele producir una amplia gama de cultivos, productos de la huerta y productos animales -todos los cuales requieren una mano de obra considerable-, las grandes explotaciones industriales suelen especializarse en unas pocas variedades de cultivos o ganado, utilizando maquinaria de gran tamaño y sistemas de confinamiento del ganado de alta densidad que requieren una fracción de la mano de obra por unidad producida. Por ejemplo, la Universidad Estatal de Iowa informa de que el número de criadores de cerdos en Iowa descendió de 65 000 en 1980 a 10 000 en 2002, mientras que el número de cerdos por granja aumentó de 200 a 1400.
La consolidación de las industrias de piensos, semillas, granos procesados y ganadería ha hecho que haya menos pequeñas empresas en las zonas rurales. Esta disminución agravó a su vez la menor demanda de mano de obra. Las zonas rurales que solían ser capaces de proporcionar empleo a todos los adultos jóvenes dispuestos a trabajar en condiciones difíciles, cada vez ofrecen menos oportunidades a los adultos jóvenes. La situación empeora por la disminución de servicios como escuelas, negocios y oportunidades culturales que acompañan a la disminución de la población, y el aumento de la edad de la población restante estresa aún más el sistema de servicios sociales de las zonas rurales.

## Explicación
Al igual que ocurre con otras migraciones humanas, diversos factores de atracción y expulsión contribuyen a la huida rural: menores niveles de oportunidades económicas (percibidas) en las comunidades rurales frente a las urbanas, menores niveles de inversión gubernamental en las comunidades rurales, mayores oportunidades de educación en las ciudades, matrimonios, mayor aceptación social en las zonas urbanas y mayores niveles de fertilidad rural.

### Determinantes económicos
Algunos emigrantes deciden abandonar las comunidades rurales por el deseo de buscar mayores oportunidades económicas en las zonas urbanas. Las mayores oportunidades económicas pueden ser reales o percibidas. Según el modelo de Harris-Todaro, la migración a las zonas urbanas continuará mientras «los ingresos reales urbanos previstos en el margen superen al producto agrícola real». Sin embargo, el sociólogo Josef Gugler señala que, aunque los beneficios individuales del aumento de los salarios pueden superar los costes de la migración, si un número suficiente de individuos sigue este razonamiento, puede producir efectos perjudiciales como la superpoblación y el desempleo a escala nacional. Este fenómeno, cuando la tasa de urbanización supera la tasa de crecimiento económico, se conoce como sobreurbanización. Desde la industrialización de la agricultura, la mecanización ha reducido el número de puestos de trabajo presentes en las comunidades rurales. Algunos estudiosos también han atribuido la huida rural a los efectos de la globalización, ya que la demanda de una mayor competitividad económica lleva a la gente a elegir el capital en lugar de la mano de obra. Al mismo tiempo, las tasas de fertilidad rural han sido históricamente más altas que las tasas de fertilidad urbana. La combinación de la disminución del empleo rural y una tasa de fertilidad rural persistentemente alta ha dado lugar a corrientes migratorias del campo a la ciudad. La huida rural también contiene un bucle de retroalimentación positiva en el que los emigrantes anteriores de las comunidades rurales ayudan a los nuevos emigrantes a adaptarse a la vida en la ciudad. También conocidas como migración en cadena, las redes de emigrantes reducen las barreras a la huida rural. Por ejemplo, una abrumadora mayoría de emigrantes rurales en China encontró trabajo en zonas urbanas a través de redes de emigrantes.

### Determinantes sociales
En otros casos, la huida rural puede producirse en respuesta a determinantes sociales. Un estudio realizado en 2012 indicó que una proporción significativa de la huida rural en la India se produjo debido a factores sociales como la migración con el hogar, el matrimonio y la educación. La migración con los hogares y el matrimonio afectan en particular a las mujeres, ya que la mayoría de las veces son ellas las que se ven obligadas a desplazarse con los hogares y a mudarse para casarse, especialmente en las regiones en desarrollo.
Los jóvenes rurales pueden optar por abandonar sus comunidades rurales como método de transición a la edad adulta, buscando vías hacia una mayor prosperidad. Con el estancamiento de la economía rural y el estímulo de sus padres, los jóvenes rurales pueden optar por emigrar a las ciudades por normas sociales, demostrando liderazgo y amor propio.
Por último, las catástrofes naturales pueden ser a menudo acontecimientos puntuales que provoquen temporalmente flujos migratorios masivos del campo a la ciudad. En Estados Unidos, por ejemplo, el Dust Bowl de 1930 provocó la huida de 2,5 millones de personas de las Llanuras en 1940, muchas de ellas a las nuevas ciudades del Oeste. Se calcula que hasta uno de cada cuatro residentes en los estados de las Llanuras se marchó durante la década de 1930. Más recientemente, la sequía de 2006 a 2011 ha provocado un éxodo rural hacia los grandes centros urbanos. La afluencia masiva a las zonas urbanas, unida a las difíciles condiciones de vida, ha llevado a algunos estudiosos a vincular la sequía con la llegada de la Primavera Árabe a Siria.

## Consecuencias
Los emigrantes rurales a las ciudades se enfrentan a varios retos que pueden dificultar su calidad de vida al trasladarse a zonas urbanizadas. Muchos emigrantes carecen de la educación o las cualificaciones necesarias para conseguir un trabajo decente en las ciudades y se ven obligados a aceptar empleos inestables y mal pagados. El flujo constante de nuevos emigrantes rurales agrava el subempleo y el desempleo, habituales entre los emigrantes rurales. Los empleadores ofrecen salarios más bajos y peores condiciones laborales a los emigrantes rurales, que deben competir entre sí por empleos limitados, a menudo desconociendo sus derechos laborales. Los emigrantes rurales también sufren a menudo malas condiciones de vida. La población de muchas ciudades se ha disparado; los servicios y las infraestructuras de estas ciudades son incapaces de seguir el ritmo del crecimiento demográfico. La afluencia masiva de población rural puede provocar una grave escasez de viviendas, un suministro inadecuado de agua y energía y, en general, condiciones similares a las de los barrios marginales de las ciudades.
Además, los emigrantes rurales suelen tener dificultades para adaptarse a la vida en la ciudad. En algunos casos, existen diferencias culturales entre las zonas rurales y urbanas de una región. Perdidos en las regiones urbanas, les resulta difícil seguir aferrándose a sus tradiciones culturales. Los residentes urbanos también pueden menospreciar a estos recién llegados a la ciudad, que a menudo desconocen las normas sociales de la ciudad. Marginados y separados de sus culturas de origen, los emigrantes se enfrentan a muchos retos sociales cuando se trasladan a las ciudades.
Las mujeres, en particular, se enfrentan a una serie de retos únicos. Algunas huyen del campo para escapar de los abusos domésticos o de los matrimonios precoces forzados. Algunos padres deciden enviar a sus hijas a las ciudades en busca de trabajo para poder enviar remesas a casa. Una vez en la ciudad, los empleadores pueden intentar aprovecharse de estas mujeres aprovechándose de su desconocimiento de las leyes laborales y de las redes sociales en las que pueden confiar. En el peor de los casos, la indigencia puede obligar a las mujeres a prostituirse, exponiéndolas al estigma social y al riesgo de contraer enfermedades de transmisión sexual.